# Жули Клари
Мари-Жули Клари (на френски: Marie-Julie Clary; * 26 декември 1771; † 7 април 1845) е снаха на Наполеон Бонапарт, съпруга на по-големия му брат Жозеф Бонапарт. По време на Наполеоновите войни Мари Жули Клари става последователно кралица на Неапол и Сицилия (1806 – 1808) и кралица на Испания (1808 – 1813).

## Произход и семейство
Жули Клари е родена на 26 декември 1771 г. в Марсилия. Дъщеря е на Франсоа Клари и втората му съпруга Франсоас Розе Соми. Бащата на Жули е богат търговец на коприна от ирландски произход – притежател на копринена манифактура, който преди да се ожени за майката на Жули, е бил женен за Габриел Фрехон, от която няма деца. Жули има една по-малка сестра – Дезире Клари, и един брат – Никола Клари. През 1798 г. сестра ѝ Дезире се омъжва за Напоелеоновия генерал Жан Батист Бернадот и става кралица на Швеция, когато съпругът ѝ наследява шведския престол през 1818 г. и поставя началото на династия Бернадот. Брат им Никола̀ по-късно е обявен за граф, а дъщеря му се омъжва за сина на френския генерал Луи Бертие.
На 1 август 1794 г. Жули Клари се омъжва за Жозеф Бонапарт – по-големия брат на Наполеон Бонапарт. Раждат им се три дъщери:
- Жули Жозефин Бонапарт († 1796)
- Зенаида Бонапарт (* 1801; † 1854)
- Шарлот Бонапарт (* 1802; † 1839)

## Кралица на Неапол и Сицилия
След като на 2 декември 1805 г. французите разгромяват австрийските войски в битката при Аустерлиц, с което Австрийската империя е извадена от войната на третата антифренска коалиция срещу Франция, пътят на французите към Италия се оказва свободен. На следващата 1806 г. френските войски завладяват Неаполитанското кралство, след което Наполеон провъзгласява съпруга на Жули за крал на Неапол и Сицилия, а тя получава титлата Кралица на Неапол и Сицилия. Жули обаче не бърза да се установи в новите владения на съпруга си и остава в Париж до април 1808 г., когато е изпратена в Италия като опора на съпруга си при потушаването на антифренското въстание в страната.

## Кралица на Испания
През 1808 г. Жозеф Бонапарт получава испанската корона и отстъпва неаполитанските владения на генерал Мюра. Жули Клари, вече кралица на Испания, никога не стъпва в Испания по време на управлението на съпруга ѝ и вмество това се установява в Мортефонтен, Франция. По време на раздялата им, продължила до края на френското господство в Испания през 1813 г., Жули получава редовни и подробни сведения за многобройните любовни връзки на съпруга си в Испания.

## След разгрома на Наполеон
След победата на англо-испано-португалските обединени сили над французите в битката при Витория от 21 юни 1813 г., възстановила статуквото на Иберийския полуостров отпреди войните, и след влизането на съюзниците в Париж през 1814 г., Жули Клари емигрира в Швейцария, където закупува замъка Пранжен на Женевското езеро. След битката при Ватерло, сложила край на Стоте дни на Наполеон през 1815 г., съпругът на Жули бяга в Съединените щати, където с парите от заграбените испански културни ценности закупува имение в Ню Джърси близо до река Делауеър. Съпрузите остават разделени на двата континента до 1841 г.
През 1816 г. Дезире Клари, кронпринцесата на Швеция, се опитва да уреди Жули да се настани в шведския кралски двор. Намеренията на Дезире обаче са парирани от съпруга ѝ, който се страхува, че приемането на член на семейство Бонапарт в Швеция ще се отрази негативно на отношението към кралския двор както сред шведите, така и сред останалите владетелски домове, които биха изтълкува това като знак за подкрепа към Наполеон Бонапарт.

## Последни години
Така Жули се установява с дъщерите си във Франкфурт, където живее шест години. След кратко пребиваване в Брюксел, накрая тя се установява окончателно във Флоренция, където пребивава в Палацо Серистори. През 1841 г. Жозеф Бонапарт се присъединява към съпругата си във Флоренция. Въпреки дългогодишната раздяла и множеството връзки на Жозеф, двамата поддържат близки отношения помежду си.
Жозеф умира на 28 юли 1844 г., а Жули – няколко месеца по-късно – на 7 април 1845 г. Първоначално и двамата са погребани в базиликата „Санта Кроче“ във Флоренция. Седемнадесет години по-късно останките на Жозеф са пренесени във Франция, но тези на Жули остават във Флоренция.